# Hersz Luzer Heller
Hersz Luzer Heller (ur. 12 sierpnia 1889 w Stryju, zm. po 1958 w Izraelu) – działacz społeczny, poseł na Sejm I i II kadencji.

## Życiorys
Z zawodu był nauczycielem gimnazjalnym. Zajmował się również publicystyką. Zgłosił się na ochotnika do Armii Austro-Węgier i walczył w I wojnie światowej. Po zakończeniu wojny trudnił się działalnością społeczną. Był członkiem Hitachdut i prezesem tej partii w Galicji Wschodniej. W latach 1922–1930 sprawował mandat poselski w Sejmie dwóch kolejnych kadencji. W 1935 wyjechał do Palestyny, gdzie zmarł.